# Most Vŕšok
Die Most Vŕšok ist eine Autobahnbrücke der Diaľnica D3 in die Nordslowakei, bei Autobahnkilometer 48. Sie überquert mit einer Länge von 420 m (nach anderen Quellen 435 m) südlich der slowakisch-tschechischen Grenze das Tal des Baches Čierny potok in der Gemeinde Čierne. Das tschechische Unternehmen Strásky, Hustý a partneři s.r.o. war für das Brückenprojekt zuständig. Mit 63 m Höhe ist sie die dritthöchste Brücke der Slowakei hinter den nahegelegenen Brücken Valy und Čadečka und trägt die slowakische Brückennummer M9772. Während der Bauzeit wurde sie SO 242 bezeichnet.
Die Brücke entstand ab 2013 als Teil des Bauabschnittes Svrčinovec–Skalité der D3. Für die rechte Fahrbahn der Autobahn entstand eine Stahlbetonbrücke mit einem Überbau für beide Richtungen mit sechs Spannen (69 + 86 + 82 + 75 + 63 + 45 m), unmittelbar westlich des Parkplatzes Čierne. Sie wurde am 10. Juni 2017 für den Verkehr freigegeben.